# 馬頭明王
馬頭明王也稱馬頭觀音（羅馬化：Hayagrīva），音譯「賀野紇哩縛」、「何耶揭梨婆」等，意為「馬之颈」，為佛教尊奉為金剛明王。密宗認為，馬頭明王乃是蓮華部主阿彌陀佛的教令輪身，或由大悲觀音所化現，其形相有多種。

## 佛教

### 漢傳佛教
對應智者大師《摩訶止觀》所說六觀音之獅子無畏觀音，是無量壽之忿怒身，以觀音為自性身，以馬置於頭，故曰馬頭觀音。為大忿怒威猛摧伏之形，故稱馬頭明王，乃五部明王中蓮華部之明王也，如轉輪聖王之寶馬馳驅四方而威伏之，表跋涉生死大海摧伏四魔之大威勢力精進力也，又噉食無明重障之意。《大日經》義釋七曰：「蓮華部眷屬以馬頭為忿怒明王。」

### 藏傳密教
無上瑜伽部中屬母續，顯化為雙運本尊時其佛母依傳承有分紅、黑金剛亥母兩種，馬頭明王獨勇尊也有紅、黑二色。
馬頭明王主要的無上密續為勝馬遊戲續，某些傳承將其收錄與紅觀音的支分修法，寧瑪派推崇為蓮花語部，薩迦則具有昆氏與杰岡巴兩種馬頭明王傳承，噶舉派具有伏藏和新續兩種傳承，格魯則承自薩迦杰岡巴和寧瑪龍欽（色拉馬頭札倉主供）兩種傳承。
馬頭明王的主要功德為：降伏羅剎、鬼神、天龍八部之一切魔障，消無明業障、瘟疫、病苦、免一切惡咒邪法等。修持此本尊法，可獲無痛苦之大樂空性成就果位。諸本尊中唯有馬頭明王在髮際上有一或三個馬頭。此表徵為噉食一切眾生無明罪障，摧破諸恐而現之形。

### 日本密教
馬頭明王為觀音化身，故又稱「馬頭觀音」，為六觀音之一，專門拯救畜生道，也因為這個關係，日本佛教在動物超度中，往往會以馬頭觀音為代表本尊。

## 寺廟佛像

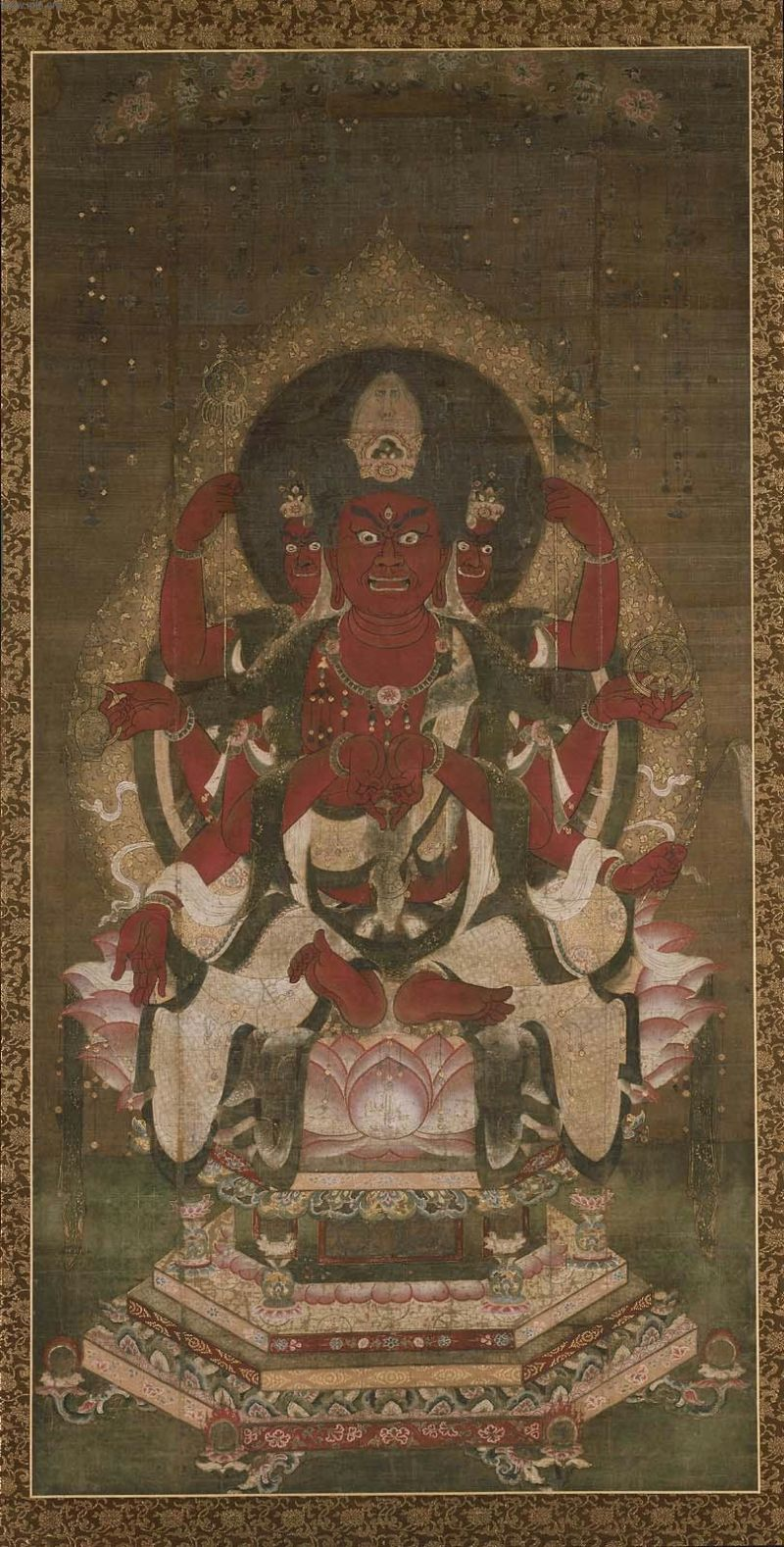
東密馬頭觀音（平安時代、波士顿美術館藏）
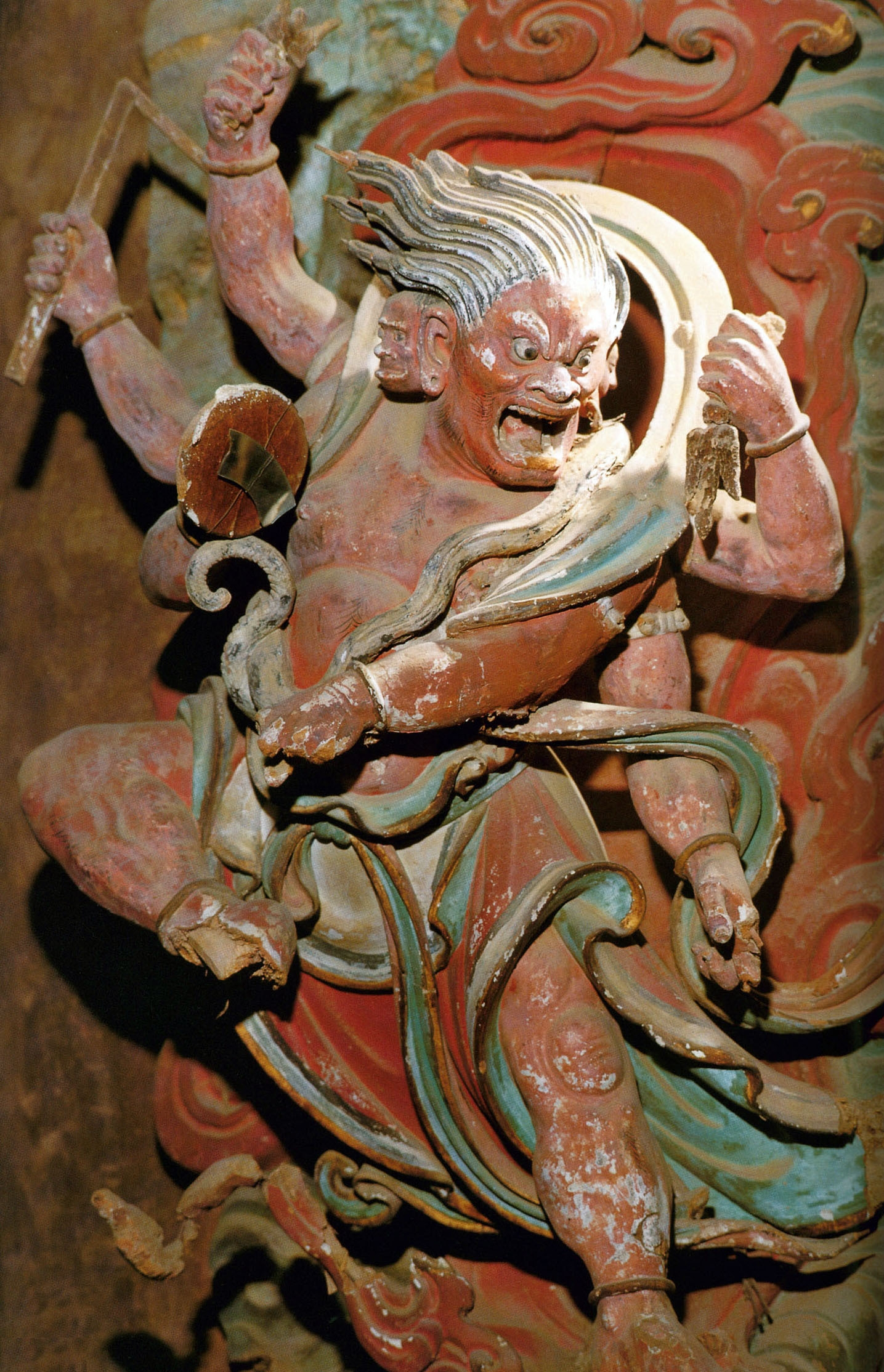
元代馬頭觀音像 - 中國山西省运城市新绛县福勝寺藏
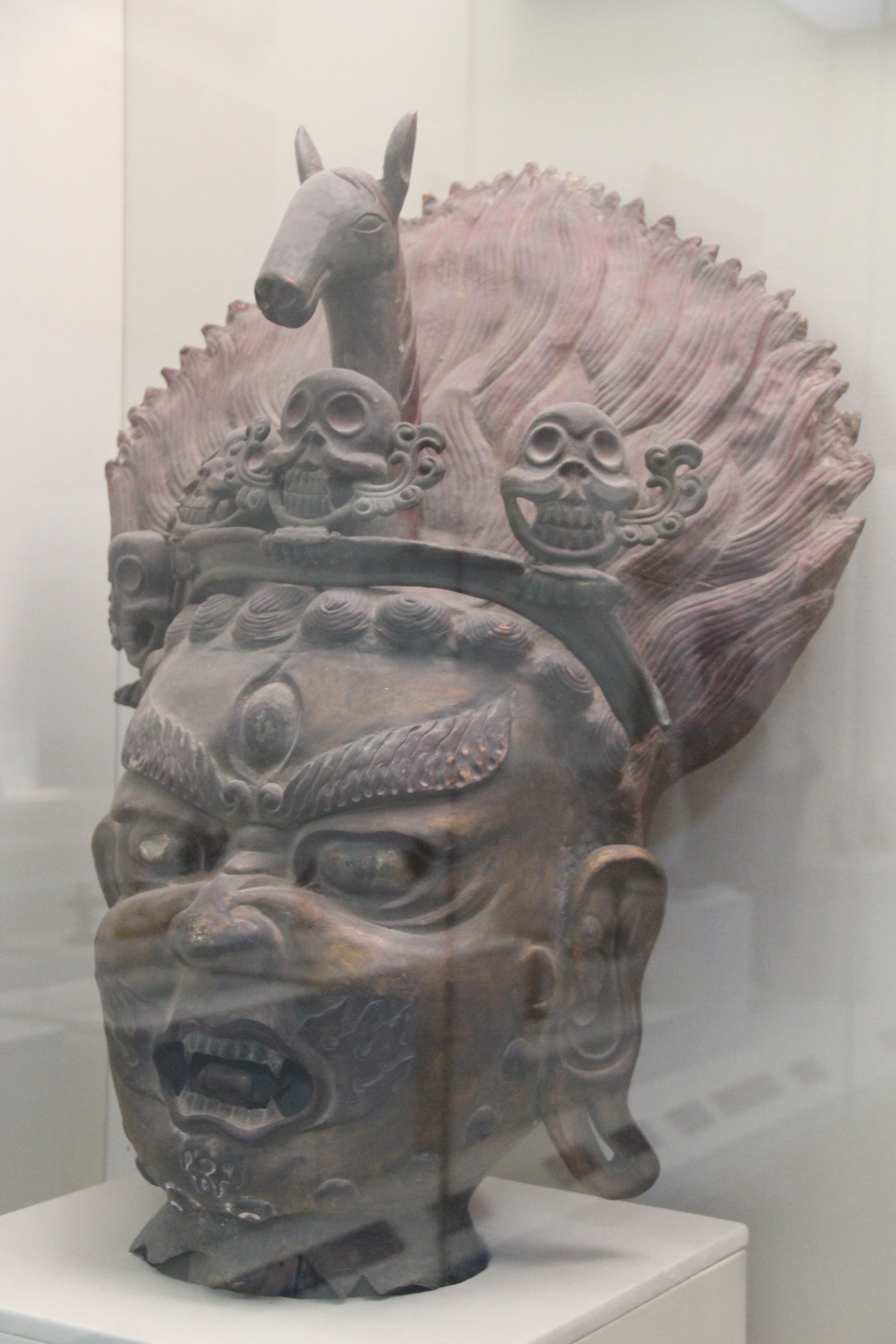
清代馬頭觀音像，藏于甘肃省博物馆
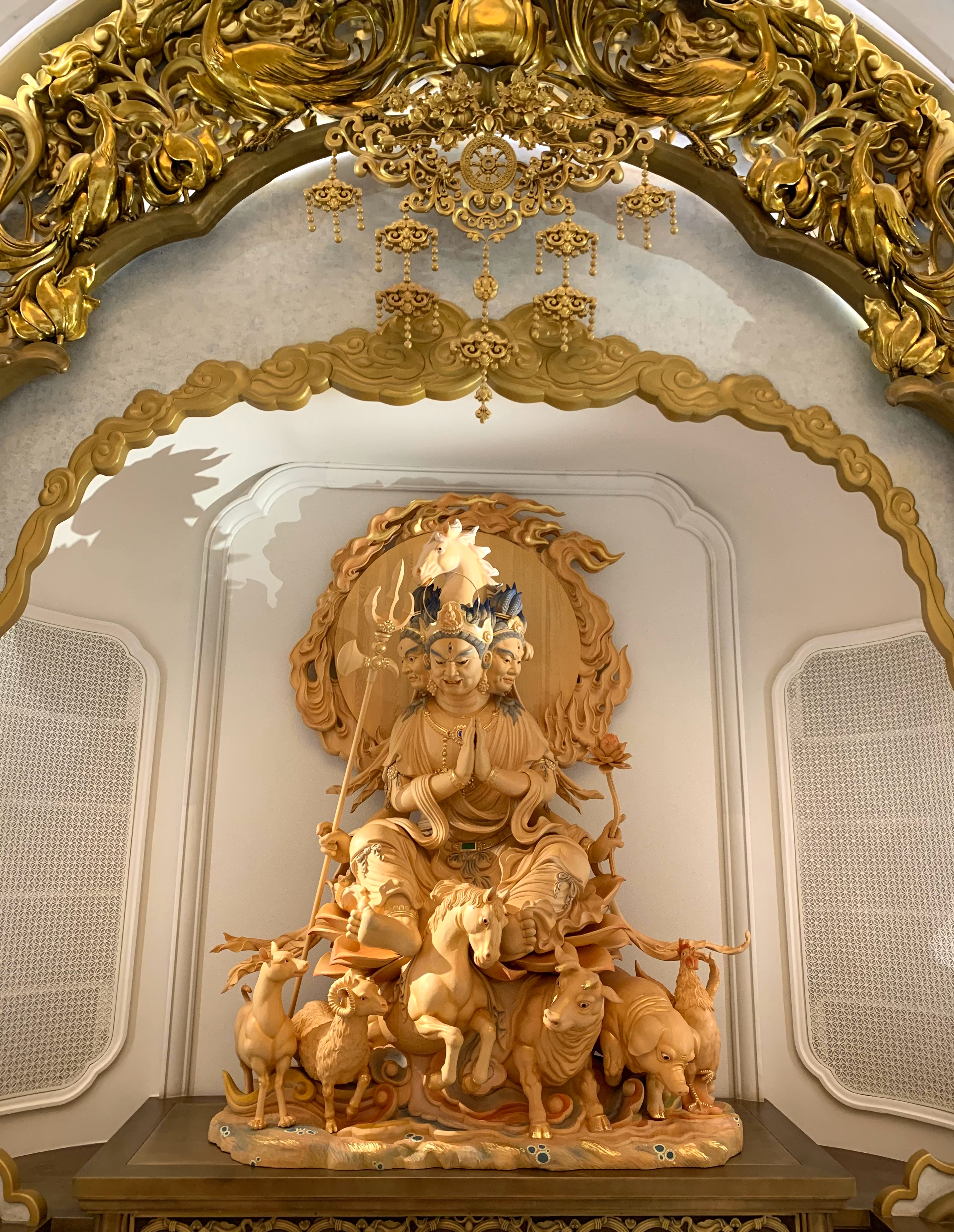
馬頭觀音 - 普陀山觀音法界 (浙江，中國)